# Los Hooligans
Los Hooligans ist eine mexikanische Musikgruppe, die ihre größten Erfolge in der mexikanischen Rock-’n’-Roll-Ära der 1960er Jahre feierte. Sie war häufig im Fernsehen präsent und nahm an zehn Filmen teil.

## Geschichte
Die Gruppe wurde 1960 gegründet und gewann im selben Jahr einen von einer Radiostation ausgetragenen Musikwettbewerb, an dem rund zweitausend Bands teilgenommen hatten. Noch im selben Jahr veröffentlichte sie ihre erste Single mit dem Lied Agujetas de Color de Rosa (Mach Pink Shoelaces), das zu einem ihrer größten Erfolge wurde. Zu ihren weiteren Erfolgen gehören Lieder wie Adiós a Jamaica (nach Harry Belafontes Jamaica Farewell) und El Acapulco rock, die ebenfalls auf ihrem ersten Musikalbum (Langspielplatte) erschienen sind, sowie Despeinada und El Gato Loco, die Titelsongs ihrer nächsten beiden Alben.

## Alben
- 1964: Hooligans
- 1966: Despeinada
- 1966: El Gato Loco
- 1968: Judy Con Disfraz